# Castrul roman Certinae
Castrul roman Certinae se găsește pe teritoriul localității Romita, județul Sălaj, Transilvania, la aproximativ 1 km de satul Brusturi, pe o terasă înaltă, la est de valea râului Agrij.